# Pierrick Fédrigo
Pierrick Fédrigo (Marmande, 30 novembre 1978) è un ex ciclista su strada francese con caratteristiche di passista-scalatore, professionista dal 2000 al 2016 e vincitore di quattro tappe al Tour de France.

## Carriera

### Gli esordi e i primi anni dapro
Originario del dipartimento del Lot e Garonna, in Aquitania, cominciò con il ciclismo all'età di quindici anni: la passione gli venne trasmessa dal padre, giardiniere a Roumagne e con importanti trascorsi nel dilettantismo. Praticava in contemporanea anche il calcio, ma abbandonò presto questo sport per dedicarsi alla bicicletta: dopo aver conseguito anche i diplomi CAP e BEP per il mestiere di ciclista, ottenne il primo contratto da professionista nel 2000 con la Crédit Agricole di Roger Legeay.
I primi anni nella nuova categoria furono difficili, e numerosi problemi fisici non gli consentirono di esprimersi a livelli sufficienti; riuscì però a sbloccarsi nell'agosto del 2002 inserendo nel proprio palmarès la prima vittoria tra i pro, l'ultima tappa del Tour du Limousin. Si confermò con alcuni successi nelle due stagioni seguenti, prima una tappa al Tour de l'Avenir, poi tappa e classifica finale ancora al Tour du Limousin.

### 2005-2010: le stagioni alla Bouygues
Al termine del 2004, in scadenza di contratto, si trasferì alla Bouygues Télécom di Jean-René Bernaudeau. La prima vittoria con la nuova squadra, alla Cholet-Pays de Loire, è datata 20 marzo 2005; in giugno peraltro si laureò campione francese in linea succedendo nell'albo d'oro al compagno di squadra Thomas Voeckler.
Nelle cinque stagioni successive fece il salto di qualità, conseguendo i principali risultati, tre vittorie di tappa al Tour de France e un'edizione del Grand Prix di Plouay. Il 16 luglio 2006 a Gap si aggiudicò la quattordicesima frazione di quell'edizione della Grande Boucle, dopo una lunga fuga ed una volata a due sull'italiano Salvatore Commesso; fu quello anche il primo storico trionfo della Bouygues Télécom, squadra nata nel 2000, nella corsa francese.
Nell'agosto 2008 ottenne un'altra prestigiosa vittoria, la classica del Grand Prix de Ouest-France a Plouay, precedendo Alessandro Ballan e David López García. Nel corso del Tour de France 2009 vinse la nona tappa, con arrivo a Tarbes, in maniera analoga al 2006, ovvero al termine di una lunga fuga e davanti ad un altro italiano, Franco Pellizotti; la terza vittoria alla Grande Boucle arrivò invece nella sedicesima frazione dell'edizione 2010, in una volata su un gruppetto di altri otto corridori in fuga.

### 2011-2014: FDJ
Nel 2011 passò alla FDJ, ma in tale stagione, nonostante il secondo posto al Grand Prix Cycliste de Montréal, non conseguì successi. Nel 2012, dopo la vittoria di tappa al Critérium International (corsa da lui già vinta nel 2010), vinse la quindicesima tappa del Tour de France: nell'occasione, ancora una volta al termine di una fuga, batté in uno sprint a due lo statunitense Christian Vande Velde, portando a quattro il bottino di successi nell'importante corsa francese.

## Palmarès
- 1999 (Under 23)

5ª tappa Ronde de l'Isard d'Ariège
Flèche Ardennaise
- 2002 (Crédit Agricole, due vittorie)

4ª tappa Tour du Limousin
3ª tappa Parigi-Corrèze
- 2003 (Crédit Agricole, una vittoria)

6ª tappa Tour de l'Avenir
- 2004 (Crédit Agricole, due vittorie)

2ª tappa Tour du Limousin
Classifica generale Tour du Limousin
- 2005 (Bouygues Télécom, tre vittorie)

Classifica generale Quatre Jours de Dunkerque
Cholet-Pays de Loire
Campionato francese, Prova in linea
- 2006 (Bouygues Télécom, tre vittorie)

14ª tappa Tour de France (Montélimar > Gap)
1ª tappa Tour du Limousin
4ª tappa Quatre Jours de Dunkerque
- 2007 (Bouygues Télécom, una vittoria)

Classifica generale Tour du Limousin
- 2008 (Bouygues Télécom, tre vittorie)

4ª tappa Quatre Jours de Dunkerque
4ª tappa Volta Ciclista a Catalunya
Grand Prix de Ouest-France
- 2009 (Bbox Bouygues Telecom, tre vittorie)

5ª tappa Quatre Jours de Dunkerque
6ª tappa Critérium du Dauphiné Libéré
9ª tappa Tour de France (Saint-Gaudens > Tarbes)
- 2010 (Bbox Bouygues Telecom, tre vittorie)

1ª tappa Critérium International (Porto Vecchio > Col de l'Ospedale)
Classifica generale Critérium International
16ª tappa Tour de France (Bagnères-de-Luchon > Pau)
- 2012 (FDJ-BigMat, due vittorie)

3ª tappa Critérium International (Porto-Vecchio > Col de l'Ospedale)
15ª tappa Tour de France (Samatan > Pau)
- 2013 (FDJ, una vittoria)

Parigi-Camembert
- 2015 (Bretagne-Séché Environnement, una vittoria)

Cholet-Pays de Loire

### Altri successi
- 2006

Classifica mete volanti Vuelta al País Vasco
- 2010

Classifica a punti Critérium International

## Piazzamenti

### Grandi Giri
- Tour de France

2003: ritirato (14ª tappa)
2004: 76º
2005: 46º
2006: 29º
2007: 84º
2008: 32º
2009: 56º
2010: 57º
2013: 59º
- Vuelta a España

2005: ritirato (9ª tappa)

### Classiche monumento
- Liegi-Bastogne-Liegi

2007: 19º
2009: 36º
2010: 120º
2011: 78º
2012: 34º
2013: 35º
2014: 79º
2016: 76º
- Giro di Lombardia

2012: ritirato